# Fairchild (Wisconsin)

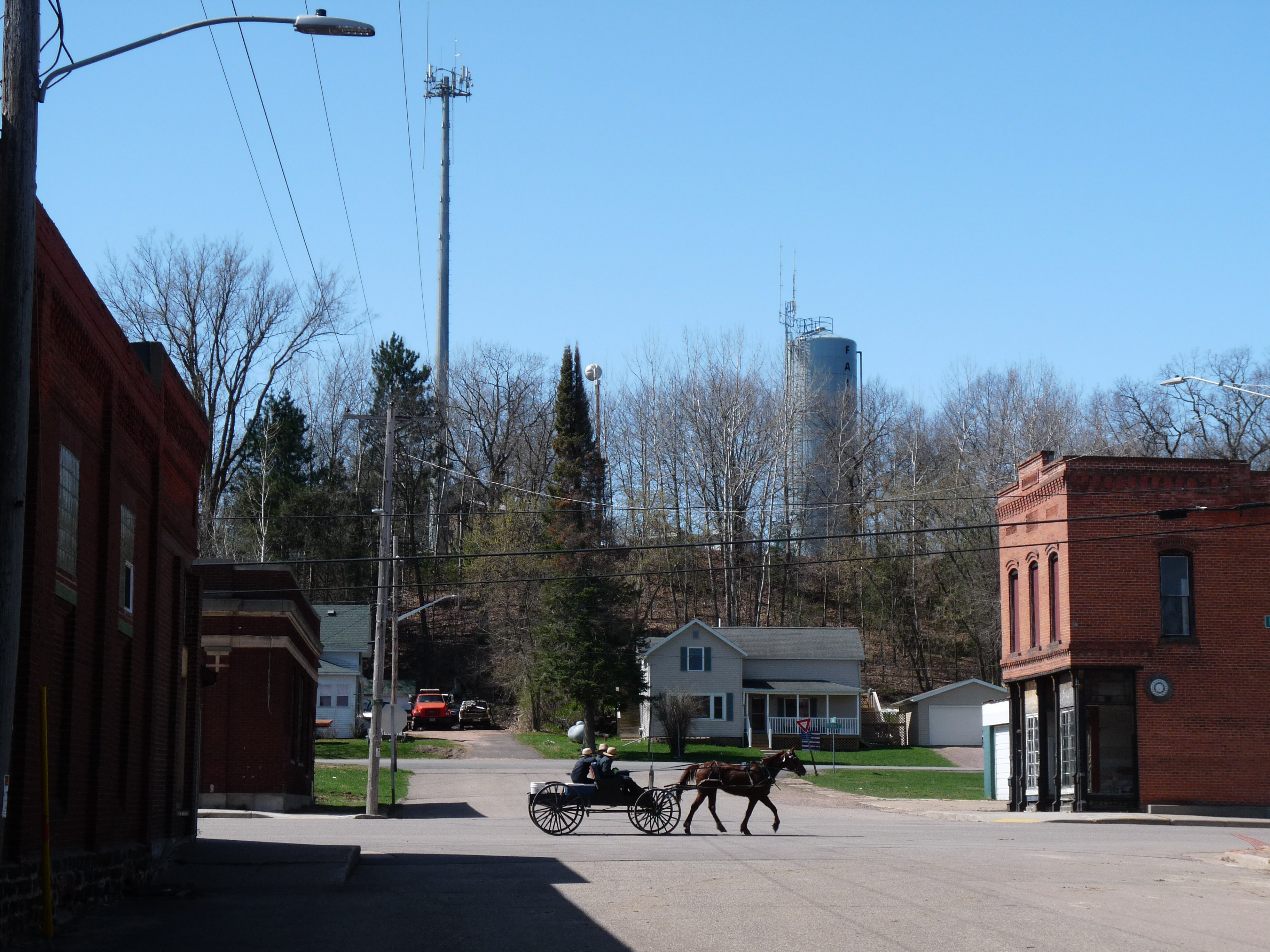
Das Ortszentrum von Fairchild, Wisconsin

Fairchild ist ein Ort im US-Bundesstaat Wisconsin im Eau Claire County. Im Jahre 2000 hatte der Ort 564 Einwohner. Der nächste Ort ist Cleveland (Wisconsin), in ca. 1,8 Meilen Entfernung.

## Geografie
Laut dem United States Census Bureau hat das Dorf eine Fläche von 3,8 km².

## Geschichte
Im Jahre 1865 begannen die ersten Siedler im heutigen Gebiet von Fairchild die Bäume zu roden. Das Dorf entwickelte sich und im Jahre 1869 entstand das erste Haus in Holzständerbauweise. Dieses ist bis heute erhalten. Im Jahre 1880 wurde das Dorf als Ortschaft eingetragen und hatte zu dieser Zeit um die 800 Einwohner.

## Sonstiges
Eine berühmte Persönlichkeit des Ortes ist die Schauspielerin Carole Landis.